# HUMAX
HUMAX Co., Ltd.（ヒューマックス）は、韓国に本社を置く企業である。
日本法人は株式会社ヒューマックスジャパン（HUMAX JAPAN Co., Ltd.）。

## 概革
- 1989年2月 - （株）コニンシステム創業
- 1993年 - （株）コニンに商号変更
- 1997年5月 - イギリス現地法人設立（北アイルランド）
- 1998年1月 - （株）ヒューマックスに商号変更
- 1999年 - 中東現地法人設立（ドバイ）
- 2000年
  - 1月 - ドイツ現地法人設立（フランクフルト）
  - 2月 - 龍仁本社の生産基地化、盆唐研究所ヒューマックスベンチャータワーに移転
  - 6月 - アメリカ現地法人Cross Digital設立（アーバイン）
  - 11月 - 日本法人の株式会社ヒューマックスジャパン設立（東京）
- 2002年2月 - イギリス・ロンドン事務所設立
- 2003年
  - 8月 - インド現地法人設立（ニューデリー）
  - 12月 - イタリア・ミラノ事務所設立

## 主要取引先
- スカパーJSAT株式会社
- SCSK株式会社
- 伊藤忠ケーブルシステム株式会社
- 主要家電量販店
- 株式会社ジュピターテレコム

## 代表製品
CI-S1
車載用地上デジタルTVチューナー。
CS-HD300
下記SP-HR200Hの事実上の後継機。自社ブランドで市販されていた。
SP-HR200H
地上デジタル放送も受信・視聴可能なスカパー!HD用チューナー。下記のCS-N5やCS-5000の事実上の後継機。スカパーJSATにOEM供給する形でスカパー!ブランドでレンタル販売されていた。
SP-HR250H
地上デジタル放送も受信・視聴可能なスカパー!プレミアムサービス光HD用チューナー。レンタル専用。スカパーJSATにOEM供給する形でスカパー!ブランドでレンタルされる。
CS-N5
スカパー!用チューナー。スカパー!のコピー制御対応機だが、CS-4000以前に製造された機種では対応しておらず、「コピーフリー」と同等の状態となっている。2008年7月に製造終了。
その他
- CS-5000 - スカパー!用チューナー
- JC-4000 - CATV専用のセットトップボックス
- JC-4100 - CATV専用のセットトップボックス HDMI対応
- JC-5000 - CATV専用のHDD内蔵セットトップボックス
- JC-5100 - CATV専用のHDD内蔵セットトップボックス HDMI対応
- HDR-20 - ポータブルハードディスク レコーダー
- SR-4300 - CATV専用の4Kチューナー内蔵セットトップボックス
- SR-4300H - CATV専用の4Kチューナー、HDD内蔵セットトップボックス